# アマツツミ
『アマツツミ』は、Purple softwareより2016年7月29日に発売された18禁美少女アドベンチャーゲーム。
2018年5月17日にプロトタイプよりPlayStation Vita版が発売された。

## ストーリー
人に言うことを強制的に聞かせられる、「言霊」という力がある。言霊使いは世間への影響をおそれて世界から隔絶された暮らしを送っていたが、数少ない言霊使いの一族の誠は憧れと好奇心から、ある日里を離れて外の世界へと飛び出した。そしてとある田舎町で行き倒れ、織部こころに助けられる。彼は言霊を使い、「織部誠」という地位を得て里の外で生活する事になる。

### シナリオ構成
本作は4章形式になっており、1章は織部こころ、2章は朝比奈響子、3章は恋塚愛、最終章で水無月ほたるをヒロインとしたシナリオが展開される。1・2・3章はシナリオの中盤になると、その章で中心となったヒロインを恋人とするかしないかを決める選択肢が出現する。恋人になった場合は、そのヒロインとの個別ルートに分岐し以降の章に進まないままエンディングとなる。一方恋人としなかった場合は、次章に進むことができる。
最終章では初回プレイ時は一切の選択肢がなく特定のエンディングに進む。しかし、エンディング到達後にもう一度ゲームをプレイしなおすと最終章中盤において2択の選択肢が出現する。そこで初回とは異なった行動を選んだ場合、1周目とは異なった結末に到達できる。

## 登場人物
織部 誠 （おりべ まこと）
本作の主人公。言霊使いの末裔で言霊を多用してしまう癖がある。心の内にある「行きなさい」という言葉に従って、故郷の「里」を出奔した。その途中で織部こころに出合ったことによって彼女の住む街に居つくことになる。里の外での生活を円滑にするため、言霊を使用して「こころの兄、織部誠」とほたる以外の街の人間を誤解させた(そのため愛同様本来の名字が存在している筈だが、本編では明かされていない)。世間から隔絶された特殊な環境で過ごしていたため、世間の常識を知らない。性に関しても非常に奔放であり、女性から誘われれば基本的に断らない。両親は幼い頃に死別している。
織部 こころ （おりべ こころ）
声 - 秋野花
テーマ曲：「野に咲く花のように」
母が営む喫茶店『折り紙』の看板娘で気立ての良い、少し天然気味な少女。本作のヒロインでは唯一、何の特殊性もない一般人である。母からトンチキな料理法を教わったせいで、料理は非常に不味い。誠が故郷の「里」から出て初めて会った里の外の人間であり、誠と愛は織部母娘を織部家の人間と誤認させることで里の外での社会的地位を得た。少女漫画が好きで、兄妹での禁断の恋に憧れている。
朝比奈 響子 （あさひな きょうこ）
声 - 夕季鈴
テーマ曲：「触れると消え入りそうで」
コミュ障で霊感持ちの神社の一人娘。幼少期に霊のようなものを見る力に目覚めたことで、周囲とはうまくコミュニケーションが取れなくなり、クラスでも孤立気味だった。しかし特別な雰囲気を感じとった誠とは自分から歩み寄って行くことができ、誠にとって初めての異性の友人となった。また、誠を介してこころ、ほたる、愛とも親しくなる。
恋塚 愛 （こいづか まな）
声 - 山田ゆな
テーマ曲：「常態冷却少女」
誠と同じ言霊一族の娘で、誠とは幼なじみで許嫁。故郷の「里」でも歴史に残るほどの言霊使いであり、誠以上の力を持っている。陥没乳首でもある。「里」にいた頃より誠と肉体関係を持っている。「里」から出奔した誠を追いかけて、彼の住む街にやってきた。しかし言霊を使って無理やり連れ帰ることはせず、基本的には誠の意思を尊重している。街では言霊を使用して「誠の妹にしてこころの姉、織部愛」と周囲を誤認させて生活している。里の外の文化は、ドーナツと少女漫画がお気に入り。
水無月 ほたる（みなづき ほたる）
声 - 小倉結衣
テーマ曲：「合わせ鏡の向こう側」
本作のメインヒロイン。こころとは親友であり、互いに「こころん」「ほたるん」と呼び合っている。なぜか彼女にだけは、言霊使いの言霊の力が通じない。しかし誠の事情を知ったうえで彼のことを受け入れ、何かとサポートをしてくれている。街に一つだけある病院の一人娘。
織部 あずき（おりべ あずき）
声 - 風音
こころの母。夫を事故で失った未亡人であり、喫茶店『折り紙』を経営している。当初は異邦人として誠を受け入れたが、内心ではこころと彼との仲を心配していた。そのため、誠は彼女を安心させるために自らをこころの兄と誤認させた。病弱で、よく病院に入院している。こころを喫茶店に縛り付けることが無いようでたらめな調理法を教えた結果、こころは料理がヘタになった。
浅川 光一（あさかわ こういち）
声 - 小池竹蔵
誠が学校に転校して初めてできた友人。数年前に都会から引っ越してきた人間で、都会にいる幼馴染と遠距離恋愛をしている。クラスメートの響子とは何かしら因縁があるようで、共通の友人である誠を介しても会話をお互いに避けている。

## 用語
言霊（ことだま）
誠と愛が使える力。意思をもって言葉を発する事で、相手を操ることができる。「手を挙げろ」などの簡単な命令から、洗脳に近い現実誤認まで可能。先に発した言霊を無効化する言霊を発するか、時間経過によって解除される。しかし、込めた力が強いほど解除には時間がかかる。基本的には意識的に発動するものだが、感情が乗ってしまうと無意識のうちに発動してしまうことがある。言霊使い同士でも効力を発揮するが、なぜかほたるにのみ通じない。
言霊使い（ことだまつかい）
言霊を扱える一族。作中では誠と愛とその家族たちのみが描写されている。言霊の力による外部への相互の影響を恐れて、世間からは隔絶された「里」で生活している。生殖能力が低く、本編では「里」で年頃の若者は誠と愛のみである。言霊使いの中でも力量は差が存在しており、誠は、誠より優れた力を持つ愛がかけた言霊を解除することができない。
里（さと）
誠と愛の故郷。言霊使いが集団で生活しているため、言霊の影響を危惧して住民同士のコミュニケーションは必要最低限に絞っている。外の世界とは基本的に隔絶されており、技術水準は中世程度に留まっている。たまの買い出し組の成果以外は、現代日本の文化は殆ど入ってきていない。本編の何年か前に、買い出し組が持ちこんだ病によって多くの人間が死んでいる(医療水準も劣っているため、里の外なら治る病も致命となる)。

## スタッフ
- 原画 - 克、月杜尋
- SD原画 - 鳥取砂丘
- シナリオ - 御影
- 音楽 - アブカワオサム

## 主題歌
オープニングテーマ「こころに響く恋ほたる」
作詞 - 石川泰 / 作曲・編曲 - 宝野聡史 / 歌 - 橋本みゆき
ほたるルート挿入歌「コトダマ紬ぐ未来」
作詞 - 石川泰 / 作曲・編曲 - 田辺トシノ / 歌 - 山崎もえ
こころ・響子・愛√エンディングテーマ「繋がるココロ」
作詞 - 石川泰 / 作曲 - yuki nakano、k ueno / 編曲 - yuki nakano / 歌 - 浅葉リオ
織部こころキャラクターソング「好きとスキの境界線」
作詞 - 石川泰 / 作曲・編曲 - yuki nakano / 歌 - 秋野花
朝比奈響子キャラクターソング「もっと恋色に染め上げて」
作詞 - 石川泰 / 作曲・編曲 - 田中俊裕 / 歌 - 夕希鈴
恋塚愛キャラクターソング「妹だから恋をする」
作詞 - 石川泰 / 作曲・編曲 - 山口たこ / 歌 - 山田ゆな
水無月ほたるキャラクターソング「合わせ鏡に魔法を掛けて」
作詞 - 石川泰 / 作曲・編曲 - 田辺トシノ / 歌 - 小倉結衣